# 機巧奇傳
《機巧奇傳》為以幕末到明治維新時期的日本為舞台、是一部描述主角希約駕駛巨大的人偶『炎（ほむら）』在亂世之中冒險的電視動畫，全26集。
從2000年10月在NHK衛星第2頻道毎週二18時30分播放之後，也在2004年於Kids Station和每日放送（《Anime Shower》時段）播放。
另外也有漫畫版存在。中文版在台灣由尖端出版代理發行，譯名為《幕府遊龍－機巧奇傳》，或是『機巧奇傳希約戰記』、又或者是『機巧奇傳希奧戰記』。

## 概要
本作為BONES的動畫作品，也是首部該公司自行承包的作品。在講談社『月刊マガジンZ』上也有漫畫版連載。
以幕末到明治維新期的日本為舞台、描述主角・希約等駕駛巨大人形機關「炎（ほむら）」在這亂世中闖蕩的冒險劇。BONES南雅彥對於本作的概念是想給觀眾帶來「手感」的感覺。
片尾動畫中閃亮的背景是用真正的彈珠進行底片拍攝而成。
同樣BONES製作的『天保異聞 妖奇士』第16話到第18話中、有青年期的益荒男登場。代表能自在操控機關的古代民族「機關之民」（きのたみ）、能超越電視台間的隔閡達成跨界合作的目標。
另外本作還有赤報隊隊長相樂總三、薩長同盟的功臣坂本龍馬等數位史實人物登場。

## 故事大綱
幕末之時、在三河國的蓬萊村中居住著一群能夠操控機關技術被稱作「機關之民」的居民。住在那邊的少年希約用機關救了被賭徒追殺的少年、卻因此被村中的長老斥責。為此而在氣頭上的希約、在朋友希希、小町的邀請下前往誰都無法啟動並沉眠著御神體的古代神社（やしろ）。在那裏，希約等人看到的御神體、是個像是神轎形狀的巨大機關、炎（ほむら）。
希約等人正要試著啟動炎的時候、蓬萊村遭到被稱作風陣的忍者集團襲撃。會操控機關、並要將同族以外的機關之民消滅的風陣，將蓬萊村燒毀並抓走村中的大人們。
逃離神社後才知道村子已經被毀滅的希約以及他的兄弟、還有希希、小町等人的努力下終於成功啟動炎、並順利逃離村子。
順利脫困的孩子們也因此決定要展開一趟找尋希約行蹤不明的父親・益荒男，以及救出被抓走的村民們的旅程。

## 登場人物
- 希約 （声優：桑島法子）

屬於機關之民一族的八歲少年。有著充滿好奇心，行動不怕失敗，絕對不會屈服，精力十足的個性。對於製作機械的事情，會一心一意投入下去。
在故鄉得到機關人偶「炎」之後，與希希等人一起展開冒險。
- 小町 （声優：水橋香織）

在精力十足這方面上，絕不輸給希約和希希的「機關之民」的九歲少女。
在不服輸這方面也和希約很像、但每次都會跟他吵架。
- 希希 （声優：愛河里花子）

老是和希約打架並且對於自己的力氣相當自豪的「機關之民」的八歲少年。
但和希約組合在合作操作炎時、卻是他最好的搭檔？
- 薩伊 （声優：飛田展男）

希約的哥哥，十六歲，有著溫柔、愛照顧人，但卻冷靜的性格。在希窩烏不在時，是全部人員的領導。
和調皮的弟弟相比、是個相當老實的人。
- 瑪由 （声優：矢島晶子）

希約的姐姐，十二歲。對大家來說，宛如媽媽一般的存在。
平時是個很沉穩的人、但有時也為了大家而做出果斷的行動。
- 小鐵 （声優：鐵炮塚葉子）

希約的弟弟，五歲。跟在哥哥後面的模樣相當可愛、但除了一些單字外，還不會講出完整的句子。
意外地在個性頑固方面，卻和哥哥很相似？
- 雪 / 雪哉 / 裘烏普 （声優：南央美）

希約的弟弟，一歲又兩個月。一行人中最年少的嬰兒。
不害怕這次艱苦的旅行、不但身體健壯，而且現在還在成長中！
- 華 （声優：池澤春菜）

- 才谷梅太郎（坂本龍馬） （声優：井上和彥）

和希約的父親見過面的武士。真實的身份是幕末知名志士「坂本龍馬」。
- 阿拉希 （声優：三木真一郎）

- 阿卡：高田裕司

- 伊希：江川央生

- 力奇：太田真一郎

- 吹雪/松平定敬：山口勝平

桑名藩藩主
- 益荒男：大瀧進矢

希約的父親，擅於製作精密機械。在本作原作‧會川昇的另一部作品天保異聞 妖奇士中，以青年時的姿態現身過。
- 庫洛卡聶：松本保典

- 服部半藏：關智一

- 清河八郎：上田祐司

幕末志士，為新選組前身的浪士組的幹部。
- 伊藤博文:置鮎龍太郎

長州藩士，為倒幕派中重要志士。日後成為明治政府的內閣總理大臣。

## 工作人員
- 原作：BONES､會川昇
- 時代考證：岩下哲典
- 角色設定：逢坂浩司、神宮寺一
- 機械設定：石垣純哉
- 總作畫監督：逢坂浩司
- 美術指導：坂本信人（ビックスタジオ）
- 色彩設計：千葉賢二
- 攝影指導：大神洋一
- 編集：鶴渕友彰
- 音樂：山口洋
- 音響監督：浦上靖夫
- 音響効果：蔭山満（Fizz Sound）
- 錄音調整：大城久典
- 錄音助手：村越直
- 錄音工作室：APU MEGURO STUDIO
- 錄音製作編輯：佐佐木愛
- 録音製作：AUDIO PLANNING U
- 音樂製作人：野崎圭一
- 音楽製作：Victor Entertainment
- 製作人：後藤克彦、横濱豐行、大島滿､佐佐木史朗、積惟文、南雅彦（BONES）
- 導演：アミノテツロー
- 動畫製作：BONES
- 製作：ヒヲウ製作委員會

## 各集標題
1. 走吧! 炎（ほむら）
2. 看吧! 這就是機關（からくり）
3. 擊敗敵人!? 幕末英雄登場
4. 勝或敗! 嵐對決希約
5. さいなら? テツとこけし
6. 目標! 前往山的另一頭
7. 守護! 秘密的華和雪
8. 背叛? 在雪山消失的小町
9. 激鬥!老爸在那裡?
10. 中國人! 雪之宿大騷動
11. 什麼? 討厭機關的男人
12. 天誅! 誰才是正義
13. Chest! 魔界京都刀光劍影
14. 巨大! 在魔界中沉睡的天狗之劍
15. 不要哭! 小花
16. 渡過! 越過激流
17. 見到了! 悲傷的開始
18. 騙人! 父親所作的夢
19. 危險呀 希約! 機關的三劍城
20. 父親呀! 旅行之時
21. 風雲! 馬關海峡
22. 行くな華! 小孩們的戰場
23. 聽到了吧? 炎的聲音
24. 燃燒吧! 老爸的機巧
25. 舞動吧! 我們的祭典
26. 再見了，龍馬! 前往不久會叫作東京的城市

## 主題曲
片頭曲
- 『ヒヲウのテーマ』
作曲・編曲：山口洋　演奏：ヒートウェイヴ

片尾曲
- 『CROSSROAD』
作詞：菅原みき　作曲：Little Voice　編曲：HAL　歌：遠藤久美子

## 外部連結
- 官方網站 （页面存档备份，存于）（日語）